# Kai Kaus II.
Izz ad-Din Kai Kaus II. (auch Kaikaus, türkisch II. İzzedin Keykavus; † um 1279 auf der Krim) war der älteste Sohn des rumseldschukischen Sultans Kai Chosrau II. von Ikonion (Konya) und einer griechisch-byzantinischen Prinzessin von Nikäa. Von 1246 bis 1257 regierte er das Sultanat der Rum-Seldschuken.

## Sultan in Anatolien
Nach dem Einfall der Mongolen (Schlacht vom Köse Dağ 1243), die die Rum-Seldschuken zu besiegten Vasallen degradiert hatten, brach eine Hungersnot in den verwüsteten Landstrichen Anatoliens aus, und nach dem Teilungsplan seines Vaters sah sich Kai Kaus II. mit rivalisierenden Thronansprüchen seiner beiden jüngeren Halbbrüder konfrontiert. Kılıç Arslan IV. (1248–1265), Kai Chosraus II. Sohn mit einer Türkin, riss mit mongolischer Hilfe von Sivas aus die Osthälfte des Sultanats an sich und krönte sich 1240 in Kayseri selbst zum Sultan. Ihrer beider jüngster Halbbruder Kai Kobad II. (1249–1257) war Kai Chosraus II. Sohn mit der Georgierin Tamar – Tochter der Königin Rusudan – und stand in Malatya direkt unter mongolischer Herrschaft, er wurde später in Erzurum von seinen eigenen Emiren ermordet.
Kai Kaus II. erneuerte daraufhin das Bündnis mit Nikäa, das sein Vater 1243 mit Johannes III. geschlossen hatte, und konnte Kılıç Arslan 1254 zunächst in Kayseri überrennen und gefangen nehmen. Vor einer erneuten mongolischen Invasion, gewaltiger noch als jene von 1243, blieb Kai Kaus II. jedoch nur die Flucht zu seinen griechischen Verbündeten nach Nikäa.
Kılıç Arslan wurde 1256 neuer Sultan in Kayseri. Doch als er die Tributzahlungen einstellte, intervenierten die Mongolen erneut, während zeitgleich Kai Kaus II. wieder in Konya einzog. Am Vorabend ihres finalen Angriffs auf das Abbasiden-Kalifat in Bagdad setzte Möngke Khan 1257 nach Kai Kobads II. Tod die beiden noch lebenden Brüder als Teilherrscher ein, um die anatolische Flanke zu befrieden, und beide Brüder mussten sich 1260 mit Hilfstruppen am mongolischen Feldzug Hülegüs nach Syrien beteiligen. Nach der mongolischen Niederlage in Palästina gegen die Mameluken unter Baibars aber bekämpften sie sich erneut, und wieder musste Kai Kaus II., der auf die Mameluken gesetzt hatte, vor einer erneuten mongolischen Invasion auf griechisches Gebiet fliehen, während Kılıç Arslan 1261 in Konya einzog.

## Verbannter in der Dobrudscha
Vom neuen nikäischen Kaiser Michael VIII. erhoffte sich Kai Kaus II. Unterstützung für einen neuen Bürgerkrieg. Doch Michael, der 1261 gerade siegreich in Konstantinopel eingezogen war und das Lateinische Kaiserreich vernichtet hatte, suchte eine Atempause und den Frieden mit den in Täbriz herrschenden persisch-mongolischen Ilchanen, die ihrerseits den Rücken frei haben wollten für den Kampf gegen ihre an der Wolga herrschenden tatarisch-mongolischen Brüder der Goldenen Horde.
Kai Kaus II. wurde deshalb 1263/64 fernab Anatoliens an die mit den Bulgaren umkämpfte Dobrudscha deportiert und seine Anhänger an diese Nordgrenze des Byzantinischen Reiches verbannt. Faktisch aber waren die an der Donau angesiedelten seldschukischen Grenztruppen Gefangene.

## Emigrant auf der Krim
Bereits 1241/42 waren die Tataren über die Donau in Bulgarien eingefallen, bei ihrem zweiten Vorstoß 1264/65 waren sie bereits teilweise islamisiert und befreiten Kai Kaus II. Auf der Halbinsel Krim fand er Asyl bei Kara Nogai Khan, jedoch keine ernsthafte Unterstützung für eine erneute Rückkehr nach Anatolien. In Anatolien wurde sein Bruder Kılıç Arslan 1265 von den Mongolen abgesetzt und hingerichtet, aber Kılıç Arslans Sohn Kai Chosrau III. (1265–1282) als neuer Vasall eingesetzt. Für ihn führte Wesir Sulaiman die Regentschaft, ehe auch der Wesir 1277 wegen Konspiration mit Baibars hingerichtet wurde.
Die übrigen Dobrudscha-Seldschuken schlossen sich entweder den Tataren an oder kehrten bis 1307 über Konstantinopel nach Anatolien zurück, wo Michaels Nachfolger sie als Grenzwächter gegen die Osmanen brauchten, die bereits Kai Kaus’ II. Vater angeworben hatte. Die in der Dobrudscha verbliebenen Seldschuken schlossen sich den Bulgaren an, konvertierten zum Christentum und wurden zusammen mit christlichen Kumanen bzw. Petschenegen die Vorfahren der Gagausen. Ihr Volksname Gagavuz soll sich von Keykavuz ableiten.

## Nachkommen als Sultane
Kai Kaus’ II. Sohn Mas'ud II. kehrte noch zur Regierungszeit Kai Chosraus III. nach Anatolien zurück, unterwarf sich den Mongolen, erhielt von ihnen Sivas, Erzincan sowie Erzurum und wurde schließlich 1282 auch in Konya als Sultan eingesetzt. Doch selbst mit mongolischer Hilfe konnte sich Mas'ud in Konya gegen aufständische Emire ebenso wenig durchsetzen wie gegen seinen Neffen Kai Kobad III. (1284/93–1303), Sohn seines Bruders Faramarz und somit Kai Kaus’ II. Enkel, und zog sich nach Kayseri zurück.
Kai Kaus’ II. anderer Enkel, Mas'uds Sohn Mas'ud III., regierte nach Mas'uds II. Tod 1307 nur wenige Monate, ehe er selbst ebenfalls ermordet wurde. Mit beiden Mas'uds erlosch 1307/08 die Dynastie der Rum-Seldschuken, wenn auch ein weiterer Rum-Seldschuken-Prinz als Kılıç Arslan V. bis 1315/18 vergeblich Konya zurückzugewinnen versuchte.
Der türkische Revolutionär Scheich Bedreddin beanspruchte ebenfalls, von Kai Kaus II. abzustammen.